# 駿台トラベル&ホテル専門学校
駿台トラベル&ホテル専門学校（すんだい-せんもんがっこう）は、 駿台予備学校と同じ駿台グループに属する 旅行とホテルに関する専門教育を行う専修学校。運営は学校法人駿河台学園。1980年4月に設立。

## 沿革
- 1980年4月 - 駿台トラベル専門学校として開校。2年制の観光学科と1年制の旅行学科を設置
- 1981年4月 - スチュワーデス科（1年制）を設置
- 1984年4月 - スチュワーデス科をスチュワーデス本科（2年制）とスチュワーデス研究科（1年制）に改組
- 1985年4月 - 3号館が完成し、本部を移す。ホテル事業学科（2年制）を設置
- 1986年4月 - 観光研究学科（3年制）を設置
- 1988年4月 - 4号館が完成
- 1995年4月 - 駿台トラベル＆ホテル専門学校に校名変更。ホテル事業学科をホテル学科に、スチュワーデス本科をエアライン・ビジネス学科に改称
- 1997年4月 - ホテル科（2年制・夜間）を設置
- 2001年4月 - ライフステージプロデュース学科（1年制・夜間）を設置
- 2009年4月 - トラベル学科に夜間部を開設。夜間部にデュアル（企業実習）コースを開設。エアライン・ビジネス学科をエアライン学科に改称
- 2010年4月 - ライフステージプロデュース学科を葬祭マネジメント学科に改称
- 2011年4月 - 既存のコースを改編しブライダル学科を設置
- 2014年3月 - 既存のコースを改編し鉄道学科を設置
- 2014年4月 - トラベル学科を改編
- 2018年12月 - 設置者変更の申請が東京都に認められる（運営法人の合併に伴い学校法人駿河台南学園による運営が学校法人駿河台学園の運営となる）
- 2019年4月 - 設置者が学校法人駿河台学園となる

## 学科等

### 昼間部
- ホテル学科
  - シティホテルコース
  - テーマパーク・リゾートコース
- ブライダル学科
  - トータルブライダルコース
- 鉄道学科
  - 鉄道コース
- 国際観光専科（留学生対象）
  - 観光ビジネスコース
  - ホテルコース
  - 情報コミュニケーションコース

## 基礎データ

### 所在地
- 東京都豊島区巣鴨1-15-2

### 交通アクセス
- 巣鴨駅より徒歩すぐ